# Verdrag tot toetreding (2011)

bestaande lidstaten (blauw), toegetreden lidstaat (oranje)

Het Verdrag tot toetreding 2011 is een overeenkomst tussen de lidstaten van de Europese Unie en Kroatië betreffende de toetreding van Kroatië tot de Europese Unie. Het toetredingsverdrag werd op 9 december 2011 getekend in Brussel door de staatshoofden van de 27 lidstaten en door de Kroatische president Ivo Josipović en minister-president Jadranka Kosor. Op 1 juli 2013 trad Kroatië formeel toe tot de Europese Unie en werd daarmee de 28e lidstaat van de EU.

## Volledige tekst
De tekst van het verdrag luidde als volgt:

Verdrag tussen het Koninkrijk België, de Republiek Bulgarije, de Tsjechische Republiek, het Koninkrijk Denemarken, de Bondsrepubliek Duitsland, de Republiek Estland, de Helleense Republiek, het Koninkrijk Spanje, de Franse Republiek, Ierland, de Italiaanse Republiek, de Republiek Cyprus, de Republiek Letland, de Republiek Litouwen, het Groothertogdom Luxemburg, de Republiek Hongarije, de Republiek Malta, het Koninkrijk der Nederlanden, de Republiek Oostenrijk, de Republiek Polen, de Portugese Republiek, Roemenië, de Republiek Slovenië, de Slowaakse Republiek, de Republiek Finland, het Koninkrijk Zweden, het Verenigd Koninkrijk van Groot-Brittannië en Noord-Ierland (lidstaten van de Europese Unie) en de Republiek Kroatië betreffende de toetreding van de Republiek Kroatië tot de Europese Unie.

## Ratificatie
| Land                                                      | Ondertekening   | Ondergetekende                                 | Ratificatie      |
| --------------------------------------------------------- | --------------- | ---------------------------------------------- | ---------------- |
| België                                                    | 9 december 2011 | Premier Elio Di Rupo                           | 14 juni 2013     |
| Bulgarije                                                 | 9 december 2011 | Premier Boyko Borisov                          | 19 april 2012    |
| Cyprus                                                    | 9 december 2011 | President Dimitris Christofias                 | 11 juni 2012     |
| Denemarken                                                | 9 december 2011 | Premier Helle Thorning-Schmidt                 | 29 mei 2013      |
| Duitsland                                                 | 9 december 2011 | Bondskanselier Angela Merkel                   | 21 juni 2013     |
| Estland                                                   | 9 december 2011 | Premier Andrus Ansip                           | 24 oktober 2012  |
| Finland                                                   | 9 december 2011 | Premier Jyrki Katainen                         | 6 mei 2013       |
| Frankrijk                                                 | 9 december 2011 | President Nicolas Sarkozy                      | 20 maart 2013    |
| Griekenland                                               | 9 december 2011 | Premier Loukas Papadimos                       | 27 december 2012 |
| Hongarije                                                 | 9 december 2011 | Premier Viktor Orban                           | 22 maart 2012    |
| Ierland                                                   | 9 december 2011 | Taoiseach Enda Kenny                           | 8 oktober 2012   |
| Italië                                                    | 9 december 2011 | Premier Mario Monti                            | 10 april 2012    |
| Kroatië                                                   | 9 december 2011 | President Ivo Josipovic Premier Jadranka Kosor | 4 april 2012     |
| Letland                                                   | 9 december 2011 | Premier Valdis Dombrovskis                     | 6 juni 2012      |
| Litouwen                                                  | 9 december 2011 | President Dalia Grybauskaitė                   | 20 juni 2012     |
| Luxemburg                                                 | 9 december 2011 | Premier Jean-Claude Juncker                    | 17 januari 2013  |
| Malta                                                     | 9 december 2011 | Premier Lawrence Gonzi                         | 2 april 2012     |
| Nederland                                                 | 9 december 2011 | Minister-president Mark Rutte                  | 31 mei 2013      |
| Oostenrijk                                                | 9 december 2011 | Kanselier Werner Faymann                       | 8 augustus 2012  |
| Polen                                                     | 9 december 2011 | Premier Donald Tusk                            | 12 februari 2013 |
| Portugal                                                  | 9 december 2011 | Premier Pedro Passos Coelho                    | 19 december 2012 |
| Roemenië                                                  | 9 december 2011 | President Traian Băsescu                       | 1 augustus 2012  |
| Slovenië                                                  | 9 december 2011 | Premier Borut Pahor                            | 18 juni 2013     |
| Slowakije                                                 | 9 december 2011 | Premier Iveta Radičová                         | 19 maart 2012    |
| Spanje                                                    | 9 december 2011 | Premier Mariano Rajoy Brey                     | 8 januari 2013   |
| Tsjechië                                                  | 9 december 2011 | Premier Petr Nečas                             | 4 juli 2012      |
| Verenigd Koninkrijk van Groot-Brittannië en Noord-Ierland | 9 december 2011 | Premier David Cameron                          | 20 mei 2013      |
| Zweden                                                    | 9 december 2011 | Premier Fredrik Reinfeldt                      | 8 januari 2013   |